# جام در جام اروپا ۷۴–۱۹۷۳
فصل ۷۴–۱۹۷۳، از مسابقات فوتبال جام برندگان جام اروپا، با برتری ۲ بر ۰ ماگدبورگ ۱ مقابل آ.ث. میلان در فینال این رقابت‌ها و در ورزشگاه دکویپ به پایان رسید. این قهرمانی، اولین و تنها قهرمانی تیمی از آلمان شرقی در رقابت‌های اروپایی بود.

## دور اول
آلبانی حاضر به بازی نشد.
| تیم ۱                       | نتیجه‌نهایی                      | تیم ۲                             | بازی رفت | بازی برگشت |
| --------------------------- | ------------------------------- | --------------------------------- | -------- | ---------- |
| باشگاه ورزشی واشاش          | 0–3                             | باشگاه فوتبال ساندرلند            | 0–2      | 0–1        |
| باشگاه فوتبال کاردیف سیتی   | 1–2                             | باشگاه فوتبال اسپورتینگ پرتغال    | 0–0      | 1–2        |
| باشگاه فوتبال اندرلشت       | 3–3 (قانون گل زده در خانه حریف) | باشگاه فوتبال زوریخ               | 3–2      | 0–1        |
| Pezoporikos                 | ۰–۱۱                            | باشگاه فوتبال مالمو               | 0–0      | 0–11       |
| باشگاه فوتبال بانیک استراوا | 3–1                             | Cork Hibernians                   | 1–0      | 2–1        |
| باشگاه فوتبال ناک بردا      | 0–2                             | باشگاه فوتبال ماگدبورگ ۱          | 0–0      | 0–2        |
| PFC Beroe Stara Zagora      | 11–1                            | Fola Esch                         | ۷–۰      | ۴–۱        |
| باشگاه فوتبال تورپدو مسکو   | ۰–۲                             | باشگاه فوتبال اتلتیک بیلبائو      | ۰–۰      | ۰–۲        |
| باشگاه فوتبال آ.ث. میلان    | 4–1                             | باشگاه فوتبال دینامو زاگرب        | 3–1      | 1–0        |
| باشگاه فوتبال راندرس        | 1–2                             | باشگاه فوتبال راپید وین           | 0–0      | 1–2        |
| Lahden Reipas               | 0–2                             | باشگاه فوتبال المپیک لیون         | 0–0      | 0–2        |
| باشگاه فوتبال لگیا ورشو     | ۱–۲                             | باشگاه فوتبال پائوک               | ۱–۱      | ۰–۱        |
| Gżira United                | 0–9                             | باشگاه فوتبال بران                | 0–2      | 0–7        |
| Chimia Râmnicu Vâlcea       | 2–4                             | Glentoran                         | ۲–۲      | ۰–۲        |
| ÍB Vestmannaeyja            | 1–16                            | باشگاه فوتبال بروسیا مونشن‌گلادباخ | 0–7      | 1–9        |
| باشگاه فوتبال آنکاراگوچو    | 0–6                             | باشگاه فوتبال رنجرز               | 0–2      | 0–4        |

## دور دوم
| تیم ۱                             | نتیجه‌نهایی                     | تیم ۲                          | بازی رفت | بازی برگشت |
| --------------------------------- | ------------------------------ | ------------------------------ | -------- | ---------- |
| باشگاه فوتبال ساندرلند            | 2–3                            | باشگاه فوتبال اسپورتینگ پرتغال | 2–1      | 0–2        |
| باشگاه فوتبال زوریخ               | (قانون گل زده در خانه حریف)۱–۱ | باشگاه فوتبال مالمو            | 0–0      | 1–1        |
| باشگاه فوتبال بانیک استراوا       | 2–3                            | باشگاه فوتبال ماگدبورگ ۱       | 2–0      | 0–3        |
| PFC Beroe Stara Zagora            | ۳–۱                            | باشگاه فوتبال اتلتیک بیلبائو   | ۳–۰      | ۰–۱        |
| باشگاه فوتبال آ.ث. میلان          | 2–0                            | باشگاه فوتبال راپید وین        | 0–0      | 2–0        |
| باشگاه فوتبال المپیک لیون         | 3–7                            | باشگاه فوتبال پائوک            | ۳–۳      | ۰–۴        |
| باشگاه فوتبال بران                | 2–4                            | Glentoran                      | 1–1      | 1–3        |
| باشگاه فوتبال بروسیا مونشن‌گلادباخ | 5–3                            | باشگاه فوتبال رنجرز            | 3–0      | 2–3        |

## یک‌چهارم نهایی
| تیم ۱                          | نتیجه‌نهایی | تیم ۲                             | بازی رفت | بازی برگشت |
| ------------------------------ | ---------- | --------------------------------- | -------- | ---------- |
| باشگاه فوتبال اسپورتینگ پرتغال | 4–1        | باشگاه فوتبال زوریخ               | 3–0      | 1–1        |
| باشگاه فوتبال ماگدبورگ ۱       | 3–1        | PFC Beroe Stara Zagora            | ۲–۰      | ۱–۱        |
| باشگاه فوتبال آ.ث. میلان       | 5–2        | باشگاه فوتبال پائوک               | ۳–۰      | ۲–۲        |
| Glentoran                      | 0–7        | باشگاه فوتبال بروسیا مونشن‌گلادباخ | 0–2      | 0–5        |

## نیمه‌نهایی
| تیم ۱                          | نتیجه‌نهایی | تیم ۲                             | بازی رفت | بازی برگشت |
| ------------------------------ | ---------- | --------------------------------- | -------- | ---------- |
| باشگاه فوتبال اسپورتینگ پرتغال | 2–3        | باشگاه فوتبال ماگدبورگ ۱          | 1–1      | 1–2        |
| باشگاه فوتبال آ.ث. میلان       | 2–1        | باشگاه فوتبال بروسیا مونشن‌گلادباخ | 2–0      | 0–1        |

## فینال
| باشگاه فوتبال ماگدبورگ ۱                  | ۲–۰ | باشگاه فوتبال آ.ث. میلان |
| ----------------------------------------- | --- | ------------------------ |
| Lanzi ۴۲' (گل‌به‌خودی) · وولفگانگ زگوین ۷۴' |     |                          |